# Národní soustava kvalifikací
Národní soustava kvalifikací (NSK) je veřejně přístupný registr všech úplných a profesních kvalifikací potvrzovaných, rozlišovaných a uznávaných na území České republiky . Prostřednictvím kvalifikačních a hodnoticích standardů jsou zde popsány nejenom úplné profesní kvalifikace, které člověk obvykle získá ve škole, ale také profesní kvalifikace, které jsou částí určitého povolání. Národní soustava kvalifikací se tak vytváří na pomoc lidem, kteří získali profesní dovednosti nad rámec svého původního vzdělání, ale nemají k tomu žádný doklad. Díky existenci standardů je možné, aby se nechali přezkoušet a získali certifikát o svém vzdělání. Hlavní informační zdroj pro tvorbu Národní soustavy kvalifikací (NSK) je Národní soustava povolání (NSP).
Tento registr je projektem Ministerstva školství, mládeže a tělovýchovy, jeho řešitelem je Národní pedagogický institut České republiky. Byl vytvářen s finančním přispěním z Evropského sociálního fondu a je dále financován ze státního rozpočtu České republiky. 

## Základní charakteristika
- Je legislativně zakotvena zákonem č. 179/2006 Sb.[2], o ověřování a uznávání výsledků dalšího vzdělávání a o změně některých zákonů (zákon o uznávání výsledků dalšího vzdělávání).
- Obsahuje kvalifikace (kvalifikační standardy) seskupené do jednotlivých úrovní
- Je společným systémovým rámcem pro počáteční i další vzdělávání a pro uznávání výsledků učení.
- Umožňuje srovnávání kvalifikací uznávaných v České republice s kvalifikacemi uznávanými v jiných evropských státech.
- Je mostem mezi vzděláváním a sférou výkonu práce.
- Umožňuje dokončit si středoškolské vzdělání dle zákona č. 561/2004 Sb. § 113 c.

## Rozdělení kvalifikací v Národní soustavě kvalifikací
- Úplná profesní kvalifikace – je definována jako „odborná způsobilost fyzické osoby vykonávat řádně všechny pracovní činnosti v určitém povolání“. Úplnou profesní kvalifikací je více kvalifikací které tvoří úplné vzdělání, např. Elektrikář 26-51-H/01, kuchař, zedník, instalatér, ekonom, strojírenský technik aj.

- Profesní kvalifikace – je definována  jako „způsobilost fyzické osoby vykonávat řádně určitou pracovní činnost nebo soubor pracovních činností v určitém povolání“. Tyto činnosti jsou užší než povolání a podstatné pro ně je, že ve svém celku umožňují určité profesní uplatnění nebo mohou být podmínkou pro vydání živnostenského oprávnění (např. montáž nábytku, výroba čalouněných sedadel, realitní zprostředkovatel, sportovní masáž, vazba a aranžování květin aj.).